# Futbol als Jocs Olímpics d'Estiu de 2024
La competició de futbol dels Jocs Olímpics d'Estiu de 2024 es va jugar a diferents ciutats de França des del 24 de juliol a l'10 d'agost de 2024.
Es van jugar dos torneigs, el masculí i el femení. En el torneig masculí hi van participar 16 seleccions de categoria "olímpica" (jugadors sub-23, amb 3 places disponibles sense límit d'edat), mentre que en el femení hi van participar 12 seleccions absolutes. La selecció francesa es va classificar directament per a ambdues competicions, en qualitat de país amfitrió.
| G | Fase de grups | ¼ | Quarts de final | ½ | Semifinals | B | 3r lloc | F | Final |

| Prova↓/Data →       | Dc 24 | Dj 25 | Dv 26 | Ds 27 | Dg 28 | Dl 29 | Dt 30 | Dc 31 | Dj 1 | Dv 2 | Ds 3 | Dg 4 | Dl 5 | Dt 6 | Dc 7 | Dj 8 | Dv 9 | Ds 10 |
| ------------------- | ----- | ----- | ----- | ----- | ----- | ----- | ----- | ----- | ---- | ---- | ---- | ---- | ---- | ---- | ---- | ---- | ---- | ----- |
| Categoria masculina | G     |       |       | G     |       |       | G     |       |      | ¼    |      |      | ½    |      |      | B    | F    |       |
| Categoria femenina  |       | G     |       |       | G     |       |       | G     |      |      | ¼    |      |      | ½    |      |      | B    | F     |

## Seus
Set van ser els estadis que van acollir la competició de futbol en els Jocs Olímpics d'estiu de 2024.
| Burdeus               | Lió (Décines-Charpieu) | Marsella           | Futbol a França 2024                           |
| --------------------- | ---------------------- | ------------------ | ---------------------------------------------- |
| Stade de Bordeaux     | Stade de Lyon          | Stade de Marseille | NiçaMarsellaParísNantesLióSaint-ÉtienneBurdeus |
| Capacitat: 42.000     | Capacitat: 59.186      | Capacitat: 67.394  | NiçaMarsellaParísNantesLióSaint-ÉtienneBurdeus |
|                       |                        |                    | NiçaMarsellaParísNantesLióSaint-ÉtienneBurdeus |
| Nantes                | Niça                   | París              | Saint-Étienne                                  |
| Stade de la Beaujoire | Stade de Nice          | Parc dels Prínceps | Estadi Geoffroy-Guichard                       |
| Capacitat: 37.473     | Capacitat: 36.178      | Capacitat: 47.926  | Capacitat: 41.965                              |
|                       |                        |                    |                                                |

## Calendari de classificació

### Masculí
| Futbol Masculí                        | Data                               | Seu               | Places | Classificat                         |
| ------------------------------------- | ---------------------------------- | ----------------- | ------ | ----------------------------------- |
| País amfitrió                         | -                                  | -                 | 1      | França                              |
| Campionat Sub-20 de la Concacaf       | 18 de juny - 3 de juliol de 2022   | Hondures          | 2      | Estats Units · República Dominicana |
| Copa Africana de Nacions Sub-23       | 24 de juny - 8 de juliol de 2023   | Marroc            | 3      | Egipte · Mali · Marroc              |
| Eurocopa Sub-21                       | 9 de juny - 9 de juliol de 2023    | Geòrgia · Romania | 3      | Espanya · Israel · Ucraïna          |
| Preolímpic OFC                        | 27 d'agost - 9 de setembre de 2023 | Nova Zelanda      | 1      | Nova Zelanda                        |
| Prolímpic CONMEBOL                    | 20 de gener - 11 de febrer de 2024 | Veneçuela         | 2      | Argentina · Paraguai                |
| Copa Asiática Sub-23 de la AFC        | 15 d'abril - 3 de maig de 2024     | Qatar             | 3      | Iraq · Japó · Uzbekistan            |
| Repesca AFC-CAF (Indonèsia vs Guinea) | 9 de maig 2024                     | França            | 1      | Guinea                              |
| TOTAL                                 |                                    |                   | 16     |                                     |

### Femení
| Futbol Femení                                           | Data                      | Seu                                            | Places | Classificat      |
| ------------------------------------------------------- | ------------------------- | ---------------------------------------------- | ------ | ---------------- |
| País amfitrió                                           | -                         | -                                              | 1      | França           |
| Campionat Femení de la CONCACAF 2022                    | 4 - 18 de juliol de 2022  | Mèxic                                          | 1      | Estats Units     |
| Copa Amèrica Femenina                                   | 8 - 30 de juliol de 2022  | Colòmbia                                       | 2      | Brasil Colòmbia  |
| Repesca CONCACAF (Canadà vs Jamaica)                    | 9 de maig 2024            | França                                         | 1      | Canadà           |
| Preolímpic OFC                                          | 7 - 19 de febrer de 2024  | Samoa                                          | 1      | Nova Zelanda     |
| Finals Lliga de les Nacions Femenina de la UEFA 2023-24 | 21 - 28 de febrer de 2024 | Espanya · França · Països Baixos               | 2      | Espanya Alemanya |
| Finals Preolímpic AFC                                   | 24 - 28 de febrer de 2024 | Japó · Uzbekistan · Austràlia · Aràbia Saudita | 2      | Japó Austràlia   |
| Finals Preolímpic CAF                                   | 5 - 9 d'abril de 2024     | Camerun · Ruanda · Algèria · Tunísia           | 2      | Nigèria Zàmbia   |
| TOTAL                                                   |                           |                                                | 12     |                  |

## Competició masculina

### Fase de grups

#### Grup A
| Equip        | J | G | E | P | GF | GC | Dif | Pts |
| ------------ | - | - | - | - | -- | -- | --- | --- |
| França       | 3 | 3 | 0 | 0 | 7  | 0  | +7  | 9   |
| Estats Units | 3 | 2 | 0 | 1 | 7  | 4  | +3  | 6   |
| Nova Zelanda | 3 | 1 | 0 | 2 | 3  | 8  | -5  | 3   |
| Guinea       | 3 | 0 | 0 | 3 | 1  | 6  | -5  | 0   |

| Guinea      | 1-2 | Nova Zelanda            |
| ----------- | --- | ----------------------- |
| Diawara 72' |     | Garbett 25' · Waine 76' |

| França                               | 3-0 | Estats Units |
| ------------------------------------ | --- | ------------ |
| Lacazette 61' · Olise 69' · Badé 85' |     |              |

| Nova Zelanda | 1-4 | Estats Units                                             |
| ------------ | --- | -------------------------------------------------------- |
| Randall 78'  |     | Mihailovic 8' · Zimmerman 12' · Busio 30' · Aaronson 58' |

| França        | 1-0 | Guinea |
| ------------- | --- | ------ |
| Sildillia 76' |     |        |

| Nova Zelanda | 0-3 | França                                 |
| ------------ | --- | -------------------------------------- |
|              |     | Mateta 19' · Doué 71' · Kalimuendo 74' |

| Estats Units                              | 3-0 | Guinea |
| ----------------------------------------- | --- | ------ |
| Djordje Mihailovic 14' · Paredes 31', 75' |     |        |

#### Grup B
| Equip     | J | G | E | P | GF | GC | Dif | Pts |
| --------- | - | - | - | - | -- | -- | --- | --- |
| Marroc    | 3 | 2 | 0 | 1 | 6  | 3  | +3  | 6   |
| Argentina | 3 | 2 | 0 | 1 | 6  | 3  | +3  | 6   |
| Ucraïna   | 3 | 1 | 0 | 2 | 3  | 7  | -4  | 3   |
| Iraq      | 3 | 1 | 0 | 2 | 3  | 5  | -2  | 3   |

| Argentina   | 1-2 | Marroc                   |
| ----------- | --- | ------------------------ |
| Simeone 68' |     | Rahimi 45+2', 51' (pen.) |

| Iraq                                     | 2-1 | Ucraïna         |
| ---------------------------------------- | --- | --------------- |
| Aymen Hussein 57' (pen.) · Ali Jasim 75' |     | Rubchynskyi 53' |

| Argentina                               | 3-1 | Iraq          |
| --------------------------------------- | --- | ------------- |
| Almada 13' · Gondou 62' · Fernández 84' |     | Hussein 45+5' |

| Ucraïna                       | 2-1 | Marroc            |
| ----------------------------- | --- | ----------------- |
| Kryskiv 21' · Krasnopir 90+8' |     | Rahimi 64' (pen.) |

| Ucraïna | 0-2 | Argentina                    |
| ------- | --- | ---------------------------- |
|         |     | Almada 47' · Echeverri 90+1' |

| Marroc                                 | 3-0 | Iraq |
| -------------------------------------- | --- | ---- |
| Richardson 19' · Rahimi 28' · Abde 36' |     |      |

#### Grup C
| Equip                | J | G | E | P | GF | GC | Dif | Pts |
| -------------------- | - | - | - | - | -- | -- | --- | --- |
| Egipte               | 3 | 2 | 1 | 0 | 3  | 1  | +2  | 7   |
| Espanya              | 3 | 2 | 0 | 1 | 6  | 4  | +2  | 6   |
| República Dominicana | 3 | 0 | 2 | 1 | 2  | 4  | -2  | 2   |
| Uzbekistan           | 3 | 0 | 1 | 2 | 2  | 4  | -2  | 1   |

| Uzbekistan              | 1-2 | Espanya                |
| ----------------------- | --- | ---------------------- |
| Shomurodov 45+3' (pen.) |     | Pubill 28' · Gómez 62' |

| Egipte | 0-0 | República Dominicana |
| ------ | --- | -------------------- |
|        |     |                      |

| República Dominicana | 1-3 | Espanya                                |
| -------------------- | --- | -------------------------------------- |
| Montes d'Oca 38'     |     | Fermín 24' · Baena 55' · Gutiérrez 70' |

| Uzbekistan | 0-1 | Egipte   |
| ---------- | --- | -------- |
|            |     | Koka 11' |

| República Dominicana | 1-1 | Uzbekistan |
| -------------------- | --- | ---------- |
| Núñez 51' (pen.)     |     | Odilov 58' |

| Espanya       | 1-2 | Egipte                |
| ------------- | --- | --------------------- |
| Omorodion 90' |     | Ibrahim Adel 40', 62' |

#### Grup D
| Equip    | J | G | E | P | GF | GC | Dif | Pts |
| -------- | - | - | - | - | -- | -- | --- | --- |
| Japó     | 3 | 3 | 0 | 0 | 7  | 0  | +7  | 9   |
| Paraguai | 3 | 2 | 0 | 1 | 5  | 7  | -2  | 6   |
| Mali     | 3 | 0 | 1 | 2 | 1  | 3  | -2  | 1   |
| Israel   | 3 | 0 | 1 | 2 | 3  | 6  | -3  | 1   |

| Japó                                          | 5-0 | Paraguai |
| --------------------------------------------- | --- | -------- |
| Mito 18', 63' · Yamamoto 69' · Fujio 81', 87' |     |          |

| Mali | 0-0 | Israel |
| ---- | --- | ------ |
|      |     |        |

| Israel                     | 2-4 | Paraguai                                           |
| -------------------------- | --- | -------------------------------------------------- |
| Gandelman 53' · Gloukh 80' |     | Fernández 25', 90+6' · Enciso 69' · Balbuena 90+3' |

| Japó         | 1-0 | Mali |
| ------------ | --- | ---- |
| Yamamoto 82' |     |      |

| Israel | 0-1 | Japó         |
| ------ | --- | ------------ |
|        |     | Hosoya 90+1' |

| Paraguai     | 1-0 | Mali |
| ------------ | --- | ---- |
| Fernández 5' |     |      |

### Fase Final
|  | Quarts de final                        | Quarts de final                        |                                     |        | Semifinals  | Semifinals  |  |  | Final                                   | Final |
|  |                                        |                                        |                                     |        |             |             |  |  |                                         |       |
|  | Stade de Bordeaux, Bordeus 2 d'agost   |                                        |                                     |        |             |             |  |  |                                         |       |
|  |                                        |                                        |                                     |        |             |             |  |  |                                         |       |
|  | França                                 | 1                                      |                                     |        |             |             |  |  |                                         |       |
|  | França                                 | 1                                      | Stade de Lyon, Lió 5 d'agost        |        |             |             |  |  |                                         |       |
|  | Argentina                              | 0                                      |                                     |        |             |             |  |  |                                         |       |
|  | Argentina                              | 0                                      | França                              | 3      |             |             |  |  |                                         |       |
|  | Stade de Marseille, Marsella 2 d'agost |                                        | França                              | 3      |             |             |  |  |                                         |       |
|  |                                        | Egipte                                 | 1                                   |        |             |             |  |  |                                         |       |
|  | Egipte                                 | Egipte                                 | 1                                   | 1 (5)  |             |             |  |  |                                         |       |
|  | Egipte                                 |                                        | Parc dels Prínceps, París 9 d'agost | 1 (5)  |             |             |  |  |                                         |       |
|  | Paraguai                               | 1 (4)                                  |                                     |        |             |             |  |  |                                         |       |
|  | Paraguai                               | 1 (4)                                  | França                              | 3      |             |             |  |  |                                         |       |
|  | Parc dels Prínceps, París 2 d'agost    |                                        | França                              | 3      |             |             |  |  |                                         |       |
|  |                                        | Espanya                                | 5                                   |        |             |             |  |  |                                         |       |
|  | Marroc                                 | Espanya                                | 5                                   | 4      |             |             |  |  |                                         |       |
|  | Marroc                                 | Stade de Marseille, Marsella 5 d'agost |                                     | 4      |             |             |  |  |                                         |       |
|  | Estats Units                           | 0                                      |                                     |        |             |             |  |  |                                         |       |
|  | Estats Units                           | 0                                      | Marroc                              | 1      | Tercer lloc | Tercer lloc |  |  |                                         |       |
|  | Stade de Lyon, Lió 2 d'agost           |                                        | Marroc                              | 1      | Tercer lloc | Tercer lloc |  |  |                                         |       |
|  |                                        | Espanya                                | 2                                   |        |             |             |  |  |                                         |       |
|  | Japó                                   | Espanya                                | 2                                   | 0      | Egipte      | 0           |  |  |                                         |       |
|  | Japó                                   |                                        |                                     | 0      | Egipte      | 0           |  |  |                                         |       |
|  | Espanya                                | 3                                      |                                     | Marroc | 6           |             |  |  |                                         |       |
|  | Espanya                                | 3                                      |                                     |        | 6           |             |  |  |                                         |       |
|  |                                        |                                        |                                     |        |             |             |  |  | Stade de la Beaujoire, Nantes 8 d'agost |       |
|  |                                        |                                        |                                     |        |             |             |  |  |                                         |       |

## Competició femenina

### Fase de grups

#### Grup A
| Equip        | J | G | E | P | GF | GC | Dif | Pts |
| ------------ | - | - | - | - | -- | -- | --- | --- |
| França       | 3 | 2 | 0 | 1 | 6  | 5  | +1  | 6   |
| Canadà       | 3 | 3 | 0 | 0 | 5  | 2  | +3  | 3   |
| Colòmbia     | 3 | 1 | 0 | 2 | 4  | 4  | +0  | 3   |
| Nova Zelanda | 3 | 0 | 0 | 3 | 2  | 6  | -4  | 0   |

| Canadà                    | 2-1 (1-1) | Nova Zelanda |
| ------------------------- | --------- | ------------ |
| Lacasse 45+4' · Viens 79' |           | Barry 13'    |

| França                    | 3-2 (3-0) | Colòmbia                   |
| ------------------------- | --------- | -------------------------- |
| Katoto 6', 42' · Dali 18' |           | Usme 54' (pen.) · Paví 64' |

| Nova Zelanda | 0-2 (0-1) | Colòmbia                  |
| ------------ | --------- | ------------------------- |
|              |           | Restrepo 27' · Santos 72' |

| França     | 1-2 (1-0) | Canadà                      |
| ---------- | --------- | --------------------------- |
| Katoto 42' |           | Fleming 58' · Gilles 90+12' |

| Nova Zelanda | 1-2 (1-1) | França          |
| ------------ | --------- | --------------- |
| Taylor 43'   |           | Katoto 22' (49) |

| Colòmbia | 0-1 (0-0) | Canadà     |
| -------- | --------- | ---------- |
|          |           | Gilles 61' |

#### Grup B
| Equip        | J | G | E | P | GF | GC | Dif | Pts |
| ------------ | - | - | - | - | -- | -- | --- | --- |
| Estats Units | 3 | 3 | 0 | 0 | 9  | 2  | +7  | 9   |
| Alemanya     | 3 | 2 | 0 | 1 | 8  | 5  | +3  | 6   |
| Austràlia    | 3 | 1 | 0 | 2 | 7  | 10 | -3  | 3   |
| Zàmbia       | 3 | 0 | 0 | 3 | 6  | 13 | -7  | 0   |

| Alemanya                                | 3-0 (1-0) | Austràlia |
| --------------------------------------- | --------- | --------- |
| Hegering 24' · Schüller 64' · Brand 68' |           |           |

| Estats Units                  | 3-0 (3-0) | Zàmbia |
| ----------------------------- | --------- | ------ |
| Rodman 17' · Swanson 24', 25' |           |        |

| Austràlia                                                              | 6-5 (1-4) | Zàmbia                                     |
| ---------------------------------------------------------------------- | --------- | ------------------------------------------ |
| Kennedy 7' · Raso 35' · Musole 58' (pp) · Catley 65' (78) · Heyman 90' |           | Banda 1' (33), 45+2' · Kundananji 21' (56) |

| Estats Units                                | 4-1 (3-1) | Alemanya  |
| ------------------------------------------- | --------- | --------- |
| Smith 11' (44) · Swanson 26' · Williams 89' |           | Gwinn 22' |

| Austràlia     | 1-2 (0-1) | Estats Units            |
| ------------- | --------- | ----------------------- |
| Kennedy 90+2' |           | Rodman 43' · Albert 77' |

| Zàmbia    | 1-4 (0-1) | Alemanya                                  |
| --------- | --------- | ----------------------------------------- |
| Banda 49' |           | Schüller 10' (61) · Bühl 47' · Senß 90+5' |

#### Grup C
| Equip   | J | G | E | P | GF | GC | Dif | Pts |
| ------- | - | - | - | - | -- | -- | --- | --- |
| Espanya | 3 | 3 | 0 | 0 | 5  | 1  | +4  | 9   |
| Japó    | 3 | 2 | 0 | 1 | 6  | 4  | +2  | 6   |
| Brasil  | 3 | 1 | 0 | 2 | 2  | 4  | -2  | 3   |
| Nigèria | 3 | 0 | 0 | 3 | 1  | 5  | -4  | 0   |

| Espanya                     | 2-1 (1-1) | Japó       |
| --------------------------- | --------- | ---------- |
| Bonmatí 22' · Caldentey 74' |           | Fujino 13' |

| Nigèria | 0-1 (0-1) | Brasil         |
| ------- | --------- | -------------- |
|         |           | Gabi Nunes 37' |

| Brasil        | 1-2 (0-0) | Japó                           |
| ------------- | --------- | ------------------------------ |
| Jheniffer 56' |           | Kumagai 90+2' · Tanikawa 90+6' |

| Espanya      | 1-0 (0-0) | Nigèria |
| ------------ | --------- | ------- |
| Putellas 85' |           |         |

| Brasil | 2-0 (0-0) | Espanya                            |
| ------ | --------- | ---------------------------------- |
|        |           | Del Castillo 68' · Putellas 90+17' |

| Japó                                     | 3-1 (3-1) | Nigèria      |
| ---------------------------------------- | --------- | ------------ |
| Hamano 22' · Tanaka 32' · Kitagawa 45+5' |           | Echegini 42' |

### Fase Final
|  | Quarts de final                         | Quarts de final              |                                        |          | Semifinals  | Semifinals  |  |  | Final                        | Final |
|  |                                         |                              |                                        |          |             |             |  |  |                              |       |
|  | Stade de la Beaujoire, Nantes 3 d'agost |                              |                                        |          |             |             |  |  |                              |       |
|  |                                         |                              |                                        |          |             |             |  |  |                              |       |
|  | França                                  | 0                            |                                        |          |             |             |  |  |                              |       |
|  | França                                  | 0                            | Stade de Marseille, Marsella 6 d'agost |          |             |             |  |  |                              |       |
|  | Brasil                                  | 1                            |                                        |          |             |             |  |  |                              |       |
|  | Brasil                                  | 1                            | Brasil                                 | 4        |             |             |  |  |                              |       |
|  | Stade de Lyon, Lió 3 d'agost            |                              | Brasil                                 | 4        |             |             |  |  |                              |       |
|  |                                         | Espanya                      | 2                                      |          |             |             |  |  |                              |       |
|  | Espanya                                 | Espanya                      | 2                                      | 2 (4)    |             |             |  |  |                              |       |
|  | Espanya                                 |                              | Parc dels Prínceps, París 10 d'agost   | 2 (4)    |             |             |  |  |                              |       |
|  | Colòmbia                                | 2 (2)                        |                                        |          |             |             |  |  |                              |       |
|  | Colòmbia                                | 2 (2)                        | Brasil                                 | 0        |             |             |  |  |                              |       |
|  | Parc dels Prínceps, París 3 d'agost     |                              | Brasil                                 | 0        |             |             |  |  |                              |       |
|  |                                         | Estats Units                 | 1                                      |          |             |             |  |  |                              |       |
|  | Estats Units                            | Estats Units                 | 1                                      | 1        |             |             |  |  |                              |       |
|  | Estats Units                            | Stade de Lyon, Lió 6 d'agost |                                        | 1        |             |             |  |  |                              |       |
|  | Japó                                    | 0                            |                                        |          |             |             |  |  |                              |       |
|  | Japó                                    | 0                            | Estats Units                           | 1        | Tercer lloc | Tercer lloc |  |  |                              |       |
|  | Stade de Marseille, Marsella 3 d'agost  |                              | Estats Units                           | 1        | Tercer lloc | Tercer lloc |  |  |                              |       |
|  |                                         | Alemanya                     | 0                                      |          |             |             |  |  |                              |       |
|  | Canadà                                  | Alemanya                     | 0                                      | 0 (2)    | Espanya     | 0           |  |  |                              |       |
|  | Canadà                                  |                              |                                        | 0 (2)    | Espanya     | 0           |  |  |                              |       |
|  | Alemanya                                | 0 (4)                        |                                        | Alemanya | 1           |             |  |  |                              |       |
|  | Alemanya                                | 0 (4)                        |                                        |          | 1           |             |  |  |                              |       |
|  |                                         |                              |                                        |          |             |             |  |  | Stade de Lyon, Lió 9 d'agost |       |
|  |                                         |                              |                                        |          |             |             |  |  |                              |       |

## Resultats
| Categoria | Or           | Plata  | Bronze   |
| Femenina  | Estats Units | Brasil | Alemanya |
| Masculina | Espanya      | França | Marroc   |

## Medallistes
| Event | Or | Plata | Bronze |
| Homes | EspanyaÁlex Baena · Pablo Barrios · Adrià Bernabé · Sergio Camello · Pau Cubarsí · Eric García · Joan García · Sergio Gómez · Miguel Gutiérrez · Alejandro Iturbe · Diego López · Fermín López · Juan Miranda · Cristhian Mosquera · Samu Omorodion · Aimar Oroz · Jon Pacheco · Marc Pubill · Abel Ruiz · Juanlu Sánchez · Arnau Tenas · Beñat Turrientes | FrançaMaghnes Akliouche · Loïc Badé · Rayan Cherki · Joris Chotard · Andy Diouf · Désiré Doué · Arnaud Kalimuendo · Manu Koné · Alexandre Lacazette · Johann Lepenant · Bradley Locko · Castello Lukeba · Soungoutou Magassa · Jean-Philippe Mateta · Chrislain Matsima · Enzo Millot · Obed Nkambadio · Michael Olise · Guillaume Restes · Kiliann Sildillia · Adrien Truffert | MarrocIlias Akhomach · Eliesse Ben Seghir · Benjamin Bouchouari · Mehdi Boukamir · Oussama El Azzouzi · Bilal El Khannous · Zakaria El Ouahdi · Abde Ezzalzouli · Rachid Ghanimi · Achraf Hakimi · Yassine Kechta · Haytam Manaout · El Mehdi Maouhoub · Munir Mohamedi · Akram Nakach · Soufiane Rahimi · Amir Richardson · Adil Tahif · Oussama Targhalline |
| Dones | Estats UnitsKorbin Albert · Croix Bethune · Sam Coffey · Tierna Davidson · Crystal Dunn · Emily Fox · Naomi Girma · Lindsey Horan · Casey Krueger · Rose Lavelle · Casey Murphy · Alyssa Naeher · Jenna Nighswonger · Trinity Rodman · Emily Sams · Jaedyn Shaw · Sophia Smith · Emily Sonnett · Mallory Swanson · Lynn Williams                           | BrasilAdriana · Ana Vitória · Antônia · Angelina · Duda Sampaio · Gabi Nunes · Gabi Portilho · Jheniffer · Kerolin · Lauren · Lorena · Luciana · Ludmila · Marta · Priscila · Rafaelle Souza · Tainá · Tamires · Tarciane · Thaís · Vitória Yaya · Yasmim | AlemanyaNicole Anyomi · Ann-Katrin Berger · Jule Brand · Klara Bühl · Sara Doorsoun · Vivien Endemann · Laura Freigang · Merle Frohms · Giulia Gwinn · Marina Hegering · Kathrin Hendrich · Sarai Linder · Sydney Lohmann · Janina Minge · Sjoeke Nüsken · Alexandra Popp · Felicitas Rauch · Lea Schüller · Bibiane Schulze · Elisa Senß                     |

## Medaller
| Pos. | Comitè Olímpic | Or | Plata | Bronze | Total |
| 1    | Espanya        | 1  | 0     | 0      | 1     |
| 1    | Estats Units   | 1  | 0     | 0      | 1     |
| 3    | Brasil         | 0  | 1     | 0      | 1     |
| 3    | França         | 0  | 1     | 0      | 1     |
| 5    | Alemanya       | 0  | 0     | 1      | 1     |
| 5    | Marroc         | 0  | 0     | 1      | 1     |